# 三牧聖子
三牧 聖子（みまき せいこ、1981年 - ）は、日本の国際政治学者。専門はアメリカ政治・外交、国際関係論、平和研究。同志社大学大学院グローバル・スタディーズ研究科准教授を経て2025年より教授。Yahoo!ニュース公式コメンテーター。

## 経歴
2003年、東京大学教養学部卒業。2003年から2010年まで東京大学大学院総合文化研究科（地域文化研究専攻）に在籍。2006年に初めて渡米、イェール大学マクミランセンターで学ぶ。2012年、論文「制裁なき平和の追求：両大戦間期アメリカにおける戦争違法化運動」にて東京大学より博士（学術）の学位を取得。
日本学術振興会特別研究員を経て、2010年より早稲田大学大学院アジア太平洋研究科助手。ハーバード大学、ジョンズホプキンズ大学研究員、日本学術振興会特別研究員（PD）を経て、2015年より関西外国語大学外国語学部助教、2017年より高崎経済大学経済学部（国際学科）准教授。2022年同志社大学に着任。大学院グローバル・スタディーズ研究科准教授を経て2025年に同大教授に昇任。
2015年『戦争違法化運動の時代』で第20回アメリカ学会・清水博賞受賞。2024年『Z世代のアメリカ』が「新書大賞 2024」（中央公論新社主催）で第4位に選ばれた。

## 著書

### 単著
- 『戦争違法化運動の時代：「危機の20年」のアメリカ国際関係思想』名古屋大学出版会、2014年。ISBN　978-4-8158-0782-5
- 『Z世代のアメリカ』NHK出版新書、2023年。ISBN　978-4-14-088700-4

### 共著
- （和泉真澄・坂下史子・吉原真里ほか）『私たちが声を上げるとき：アメリカを変えた10の問い』集英社新書、2022年。ISBN　978-4-08-721218-1
- （岡野八代・志田陽子・布施祐仁ほか）『日本は本当に戦争に備えるのですか？：虚構の「有事」と真のリスク』大月書店、2023年。ISBN　978-4-272-21129-6
- （内藤正典）『自壊する欧米：ガザ危機が問うダブルスタンダード』集英社新書、2024年。ISBN　978-4-08-721311-9
- （竹田ダニエル）『アメリカの未解決問題』集英社新書、2025年1月。ISBN　978-4-08-721347-8

### 編著
- （梅森直之・平川幸子）『歴史の中のアジア地域統合』勁草書房〈アジア地域統合講座〉、2012年。ISBN　978-4-326-54627-5
- （佐藤史郎・清水耕介）『E・H・カーを読む』ナカニシヤ出版、2022年。ISBN　978-4-7795-1664-1

### 翻訳
- 山中仁美『戦争と戦争のはざまで：E・H・カーと世界大戦』（佐々木雄太監訳、板橋拓己・浜由樹子ほか共訳）ナカニシヤ出版、2017年。ISBN　978-4-7795-1182-0
- ヘレナ・ローゼンブラット（英語版）『リベラリズム 失われた歴史と現在』（川上洋平・古田拓也・長野晃共訳）青土社、2020年。ISBN　978-4-7917-7291-9

## 出演
- 日曜討論（NHK）
- デモクラシータイムス（YouTube）
- ビデオニュース・ドットコム
- エアレボリューション（ニコニコ生放送）[9]
- 国際報道（NHK BS1）